# Holly Cole
Pour les articles homonymes, voir Cole.
Holly Cole est une chanteuse de jazz née le 25 novembre 1963 à Halifax en Nouvelle-Écosse.
Elle est particulièrement populaire au Canada et au Japon, mais aussi, de plus en plus, en Europe. Populaire, tant pour sa voix polyvalente que pour son répertoire aventureux, lequel propose des chansons tantôt du répertoire pop, rock, jazz, blues, ou encore, de celui de la musique country.

## Biographie
Holly Cole est née en Nouvelle-Écosse au Canada. Elle fait des études en musique à Boston, puis, en 1983, elle déménage à Toronto afin de poursuivre sa formation et carrière musicale. En 1986, elle fonde un trio avec le bassiste David Piltch et le pianiste et compositeur Aaron Davis. En 1989, le trio de Cole sort un maxi 45 tours, Christmas Blues, sur lequel figure une version percutante de 2000 Miles des Pretenders, qui est rapidement suivi de son premier 33 tours, Girl Talk (1990), réédité en 1994 sur le marché international.
Une succession de nouveaux albums dans le début des années '90 récompensera les efforts du trio. Par exemple, en 1991, l'album Blame It On My Youth, par Tom Waits (Purple Avenue, ou Empty Pockets), Lyle Lovett (God Will), incluant les chansons de son spectacle If I Were a Bell (de Guys and Dolls) et On the Street Where You Live (de My Fair Lady), et des remakes Trust In Me, la chanson très frivole du film Le Livre de la Jungle de Walt Disney, dans une envoûtante et sinistre chanson de séduction. Durant cette période, elle a aussi enregistré une remarquable ré-interprétation de la chanson d'Elvis Costello Alison.
À la suite de l'album Don't Smoke In Bed de 1993, le trio enregistrera, dans un effort audacieux, un disque-compact entièrement composé de chansons de Tom Waits intitulé Temptation. La parution, en 1995, de cet album marquera la fin d'une collaboration du Trio sous l'étiquette Alert.
Suivront deux albums flirtant avec la musique pop, peut-être pour garder l'engouement de la "diva" pour cette période de la fin des années '90. Ces albums, Dark Dear Heart (1997) et Romantically Helpless (2000), dérivé du jazz, introduisent des éléments de la musique pop dans le son Cole.
En 2001, elle retourne à ses racines Christmas Jazz de son premier disque compact, avec Baby It's Cold Outside, qui inclura le presque classique Christmas Time is Here (de l'album A Charlie Brown Christmas), Santa Baby, ainsi que le titre principal Baby It's Cold Outside. Alternant du froid au chaud, elle enchaînera, en 2003, avec un thème estival, Shade, et réinterprétera les succès de Cole Porter (Too Darn Hot), d'Irving Berlin (Heatwave) et du Beach Boy Brian Wilson (God Only Knows).
Cole est fréquemment en tournée, particulièrement au Canada, durant la période des fêtes (Noël et Jour de l'an) et durant la saison estivale dans les différents festivals tant au Canada, aux États-Unis qu'en Europe. 
En 1999, elle a aussi pris part à la tournée Lilith Fair. Sa chanson "Onion Girl" a été incluse dans l'album compilation de cette année-là.
Le dernier album de Holly Cole, Holly Cole (préalablement intitulé This House Is Haunted) a été mis en vente au Canada le 13 mars 2007 puis, au printemps 2008, sur le marché des États-Unis.

## Discographie
- Christmas Blues (1989)
- Girl Talk (1990)
- Blame It on My Youth (1991)
- Don't Smoke in Bed (1993)
- Temptation (1995)
- It Happened One Night (live, 1996)
- Dark Dear Heart (1997)
- Romantically Helpless (2000)
- Baby It's Cold Outside (2001)
- Shade (2003)
- Holly Cole (2007)
- This House Is Haunted (2008)
- Steal the Night: Live at the Glenn Gould Studio (2012)
- Night (2012)
- Holly (2018)
- Montreal (Rumpus Room, 2020)
- Dark Moon (Universal, Rumpus Room, 2025)